# DHL

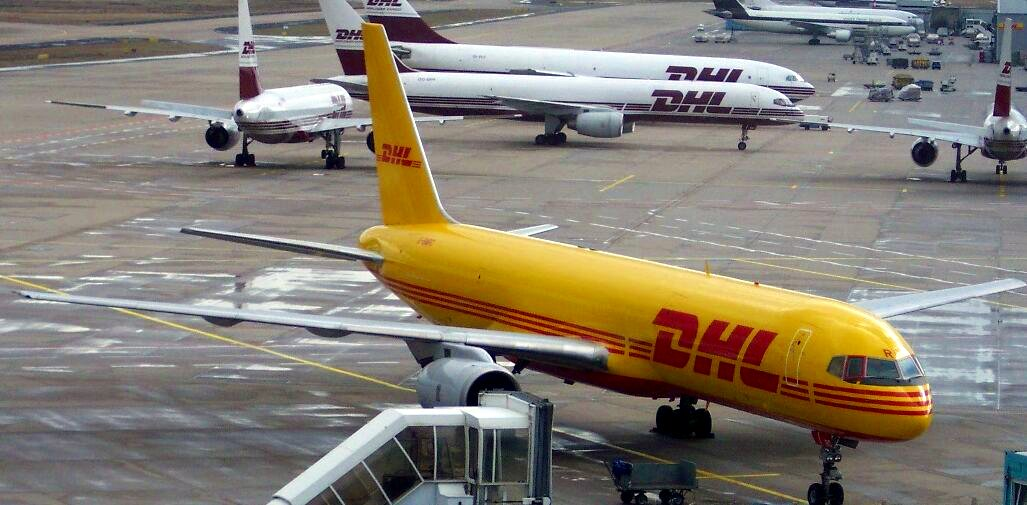
Boeing 757 patřící DHL na letišti v Bonnu

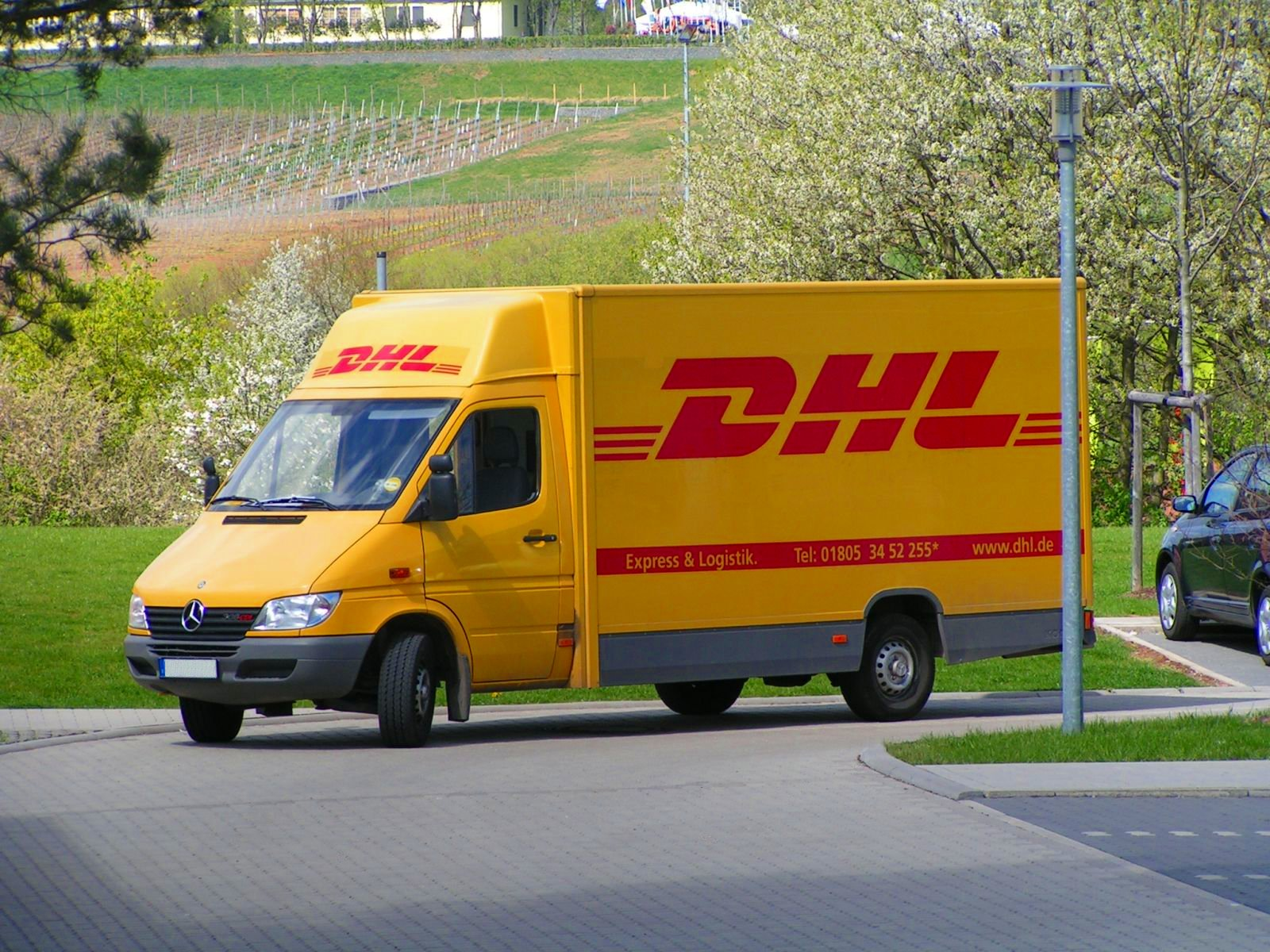
Mercedes-Benz Sprinter patřící DHL

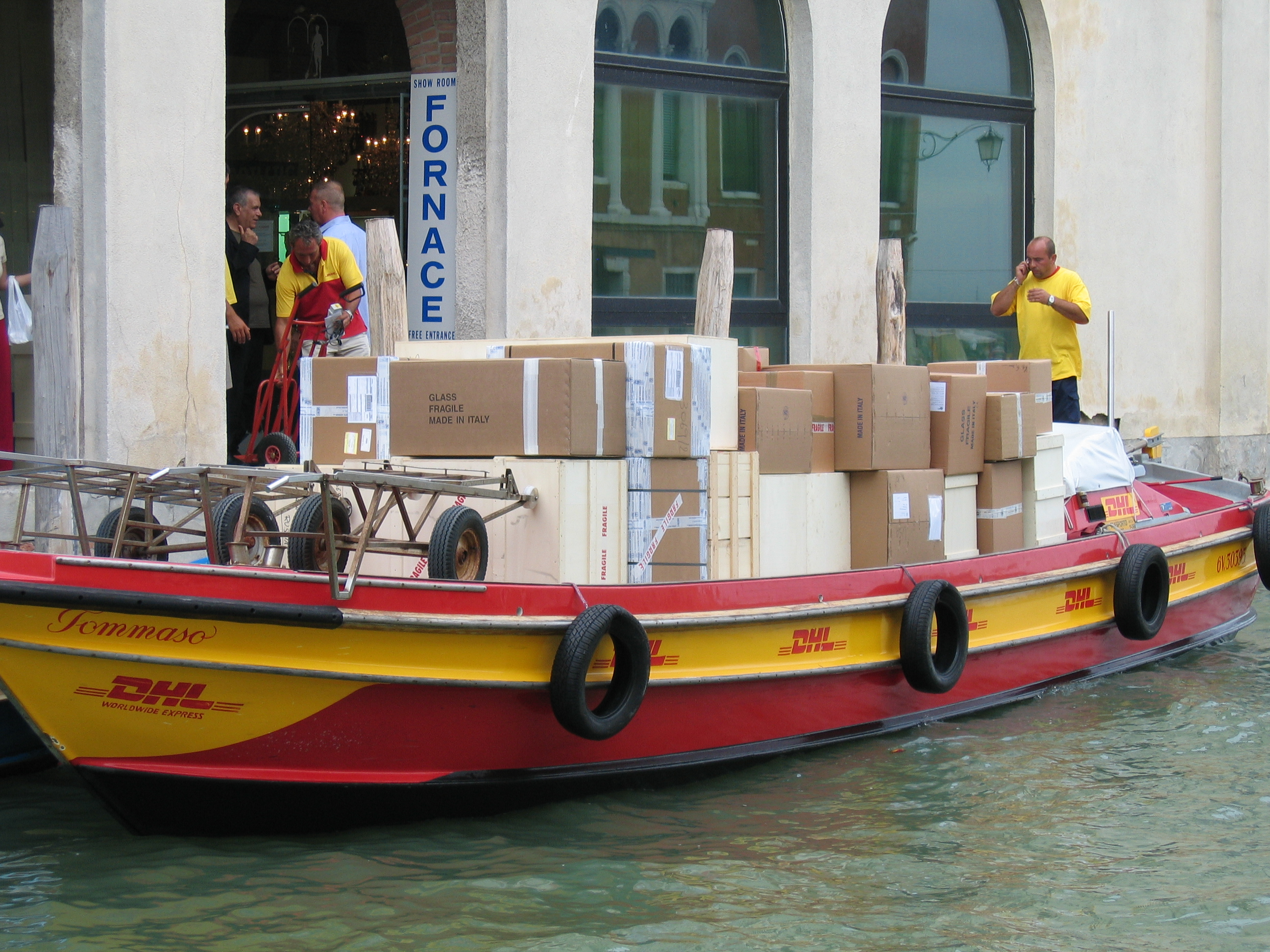
Loď DHL v Benátkách

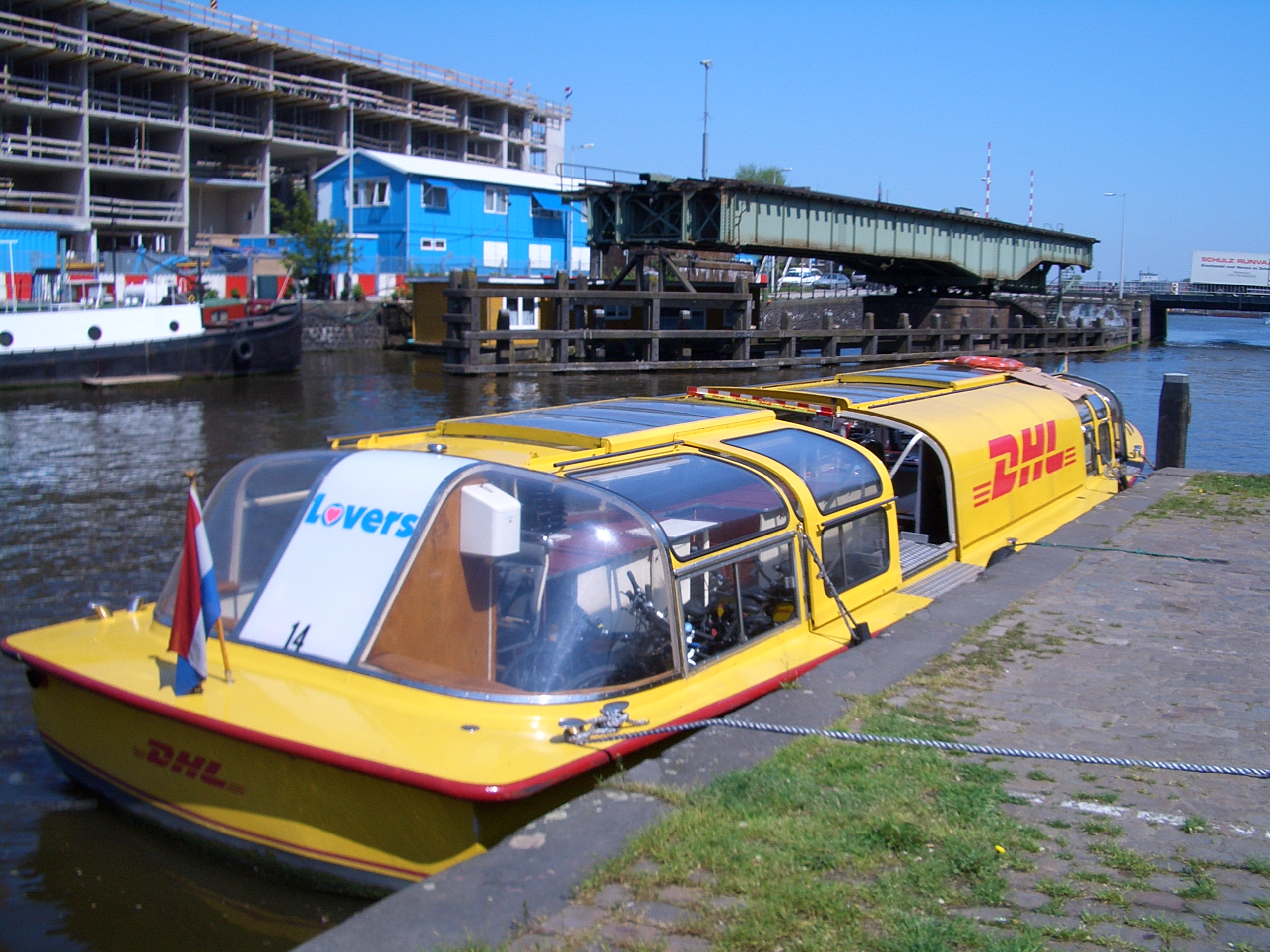
Loď DHL v Amsterdamu

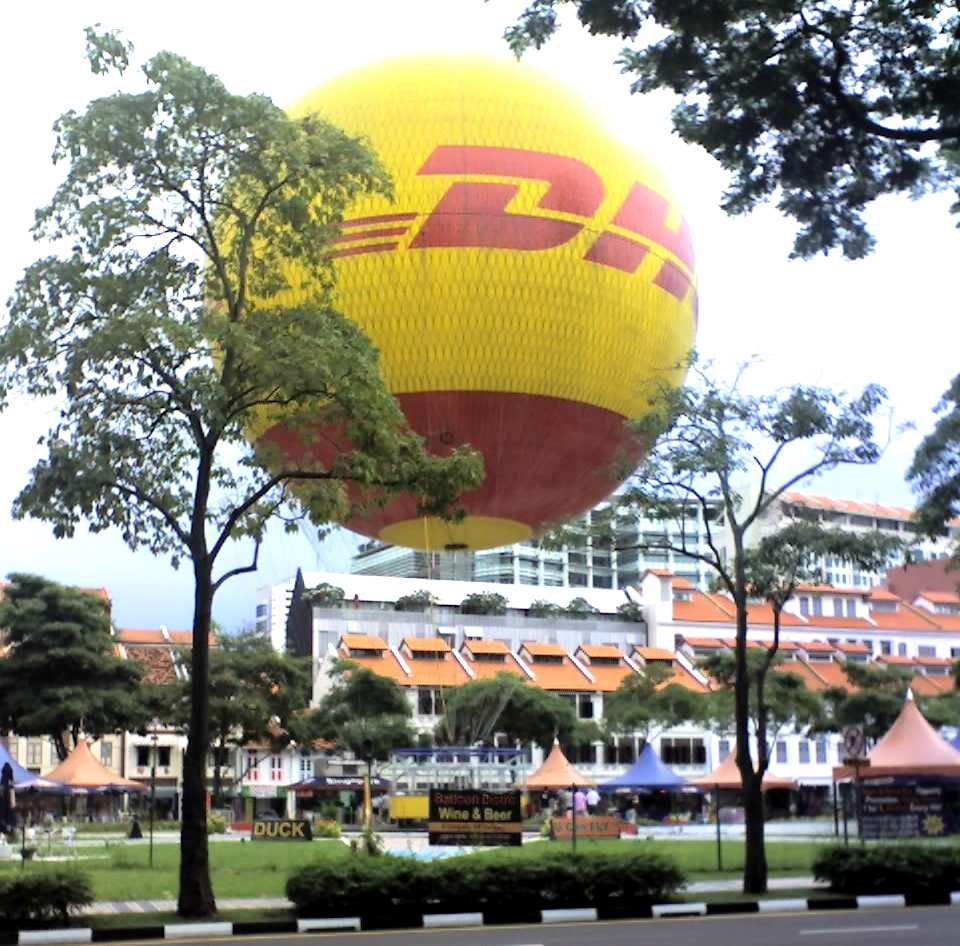
Balon DHL v Singapuru

DHL Express (původně zkratka ze jmen zakladatelů – Dalsey, Hillblom a Lynn) je společnost patřící německé DHL Group, která poskytuje mezinárodní poštovní, spěšné, kurýrní, logistické a finanční služby. Společnost v roce 1969 založili Adrian Dalsey, Larry Hillblom a Robert Lynn.
Trojice původně poskytovala kurýrní služby mezi kontinentálními Spojenými státy a Havají a poté rozšířili své podnikání dále. V roce 1998 Deutsche Post World Net začala získávat akcie DHL, v roce 2001 dosáhla majoritního vlastnictví a o rok později společnost kompletně koupila. V roce 2006 se členem skupiny DHL stala i společnost PPL.

## Přehled
Hlavní ředitelství DHL se nalézá v Bonnu a Londýně, pro Ameriku v Plantation na Floridě, zatímco pro Asijsko-pacifickou a EEMEA oblasti jsou ředitelství v Singapuru a Bahrajnu/Bruselu (v tomto pořadí).
DHL má svou vlastní leteckou přepravu, European Air Transport (původně se sídlem v Bruselu) a DHL Air (se sídlem na letišti East Midlands ve Spojeném království). Na jaře 2008 se EAT se svou flotilou nákladních letadel Boeing 757SF a Airbus A300 přesídlila z bruselského letiště v Belgii na letiště Lipsko/Halle v Německu. Lipsko je nyní hlavní evropské letecké centrum společnosti DHL.
Hlavními konkurenty jsou FedEx, UPS, TNT a národní poštovní přepravci jako United States Postal Service (USPS) a Royal Mail. Nicméně DHL v malé míře spolupracuje s USPS, což jí umožňuje posílat drobné zásilky sítí USPS. Službou jménem DHL@Home tedy společnost šetří za nákladné cesty do obydlených oblastí, aby doručila jediný balíček.
Společnost je známá svou schopností nabídnout celosvětovou nákladní i zásilkovou přepravu (včetně zemí jako jsou Irák či Barma). Vzhledem k tomu, že je DHL vlastněno německou společností, není ovlivněno americkými embargy a sankcemi, takže mohou přepravovat náklad i na Kubu či do Severní Koreje. Počínaje rokem 2006 Dutsche Post World Net spustila svou iniciativu jménem First Choice, která se týká všech jejích obchodních organizací. Ta má za úkol pomoci DHL a její mateřské společnosti Deutsche Post World Net (DPWN) posílit komunikaci se zákazníky, právě tak jako upevnit jejich loajalitu a zlepšit efektivitu všech nabízených produktů a služeb.
DHL může před kompletním doručení zásilky vyžadovat po mezinárodních příjemcích uhrazení a dokázání platby celních poplatků na zahraniční bankovní účty. Některé případy mohou zahrnovat fyzickou návštěvu banky nebo lokální pobočky DHL. Společnost také sponzoruje MLB (Major League Baseball) a Hometown Heroes.

### Divize
- DHL Express – urgentní přeprava dokumentů a zboží
- DHL Supply Chain – služby a řešení dodavatelského řetězce
- DHL eCommerce – vnitrostátní doručování balíků
- DHL Global Forwarding/Freight
  - Global Forwarding – letecká a námořní nákladní doprava
  - Freight – silniční nákladní doprava
- Post & Parcel Germany – německá celostátní poštovní a balíková síť

## Historie
Společnost začala jako kurýrní služba mezi San Franciscem a Honolulu v roce 1969. V několika následujících letech expandovala do Pacifiku a brzy i do Evropy. Všechny lety ve Spojených státech zajišťovalo DHL Airways (v roce 2003 přejmenováno na ASTAR Air Cargo). Na první letecké lince DHL stále pracuje více než 550 pilotů.
- 1999: Deutsche Post World Net (DPWN) koupila nizozemskou (Van Gend & Loos) a švýcarskou přepravní společnost (Danzas).
- 2001: Deutsche Post získala většinu (51 %) akcií DHL. Zbývajících 49% získala v roce 2002. Nové DHL vzniklo spojením společností DHL, Danzas a Euro Express.
- 2001: Automatizovaná doručovací buňka je představena jako pilotní projekt v Dortmundu a v Mohuči (Mainz).
- 2002: Osobní letadlo ve vlastnictví Bashkirian Airlines, Tupolev Tu-154, se srazilo s nákladním letadlem společnosti DHL (Boeing 757-200) ve výšce 10 600 metrů nad Überlingenem v Německu kvůli nedorozumění mezi piloty Tupolevu a Švýcarské kontroly vzdušného prostoru. Všech 69 lidí na palubě Tupolevu (převážně ruské děti) a dva piloti Boeingu zahynuli.
- Srpen 2003: Deutsche Post získává společnost Airborne Express, a začíná její integraci do DHL
- 22. listopad 2003: Incident v Bagdádu: Iráčtí povstalci vystřelili raketu země-vzduch SA-7 "Grail" na Airbus A300 společnosti European Air Transport operující jménem DHL. Letadlo vzlétlo z bagdádského letiště. Raketa zasáhla levé křídlo, zneschopnila všechny tři hydraulické systémy a křídlo zapálila. Letadlo se začalo nebezpečně chvět, ale posádka dokázala bezpečně přistát na letišti navzdory mizivým možnostem letadlo ovládat, což se žádné jiné v podobné situaci dosud nepodařilo.
- Září 2004: Plánované rozšíření DHL na Bruselském letišti dalo vzniknout politické krizi v Belgii.
- 21. říjen 2004: DHL oznámila přemístění evropského centra z Bruselu do Lipska v Německu (uvažovalo se take o městě Vatry ve Francii, což bylo ale zamítnuto). Odbory reagovaly stávkou, která paralyzovala společnost na jeden den.
- 8. listopad 2004: DHL investovalo 120 milionů eur a stalo se majoritním vlastníkem indické vnitrostátní přepravní společnosti Blue Dart Aviation[5]
- Prosinec 2005: Společnost Exel se stala součástí DHL. Poté měla DHL 285.000 zaměstnanců (500.000 včetně DPWN a sesterských společností) a roční obrat zhruba 65 miliard Amerických dolarů.
- Září 2006: DHL získalo desetiletou smlouvu v hodnotě 1,6 miliard britských liber na provozování zásobovacího řetězce National Health Service. DHL je zodpovědná za poskytování přepravních služeb pro vice než 500.000 produktů a zásobování 600 nemocnic a dalších zdravotnických zařízení ve Spojeném království. Jako součást této smlouvy, otevře DHL v roce 2008 nové velké distribuční centru, které bude sloužit jako sklad potravin a dalších produktů. Další podobné má být otevřeno v roce 2012. Tato dvě centra dají vzniknout tisíci nových pracovních míst.[6]
- Září 2007: DHL Express spoluzakládá (se společností Lufthansa Cargo v podílu 1:1) novou nákladní leteckou linku AeroLogic, se sídlem na lipském letišti. Dopravce bude mít v roce 2012 k dispozici až 11 Boeingů 777[7]
- Prosinec 2007: DHL se stává prvním dopravcem používajícím lodě poháněné větrem (MS Beluga Skysails).
- Červen 2008: DHL oznámila restrukturalizační plány své sítě ve Spojených státech.
- 25. listopadu 2024: Nákladní let DHL z Lipska se ráno zřítil těsně před přistáním ve Vilniusu.[8]

## Životní prostředí
Metody přepravy mají nesmírný vliv na životní prostředí a právě DHL odpovídá za znečištění vydávané ze svých dopravních prostředků. Odhalení nepříznivých vlivů znečištění přimělo DHL k diskuzi o implementování alternativních možností, které jsou šetrnější k okolí. Tato diskuse vyústila ve stanovení cílů přátelských k životnímu prostředí. DHL plánuje zmírnit negativní dopady způsobené jeho pozemní činností, což zlepší celkovou efektivitu přepravy a procesů, které ho posouvají k dosažení environmentálních požadavků stanovených vládou.
Za intenzivnější opatření můžeme považovat fyzickou kontrolu množství znečištění pomocí používání alternativních paliv. V souladu s touto myšlenkou společnost proměnila své dopraví prostředky v spolehlivé doručovací flotily. Palivo bylo vyměněno za stlačený zemní plyn, který pohání již 50% nákladních aut. Díky EMS (Environmental Management System), který byl založen, aby vyvíjel ekologické cíle a dosahoval jich, cestuje DHL ekologicky.

## Novinka
DHL se získáním Airborne Express stalo majoritním dopravcem malých balíčků.

## Online
Podle průzkumu Compete.com z roku 2008 doménu dhl.com navštíví ročně nejméně 6,8 milionů návštěvníků.

## Bojovníci za práva zvířat
V září 2005 DHL vyhrálo soudní spor s ochránci zvířat. Společnost byla totiž vystavena zastrašující kampani kvůli spolupráci s Huntingdon Life Sciences. Rozsudek aktivistům zakazuje přiblížit se na 50 metrů k jakékoliv provozovně DHL včetně domů jejich zaměstnanců (týká se všech 288 budov DHL a domovů jeho 18 000 zaměstnanců ve Spojeném království) a veškeré organizované demonstrace v okolí 100 metrů.

## Letecká přeprava
DHL Aviation je dceřiná společnost DHL, která má k dispozici flotilu více než 70 letadel, které poskytují služby vzdušné přepravy.
DHL také vlastní největší soukromé letiště v USA (Wilmington v americkém státě Ohio). Jonathan Baker, ředitel oddělení styku s veřejností, řekl, že toto bude zavřeno, jakmile společnost ukončí vztahy s ABX Air a ASTAR Air Cargo.

## Nové skladiště
V květnu 2008 DHL přesunula své centrální skladiště do Lipska v Německu, což vede ke znatelnému zlepšení služeb pro Evropskou unii.